# El Santo (película de 2017)
The Saint (o El Santo) es una película de acción estadounidense del año 2017 dirigida por Ernie Barbarash y protagonizada por Adam Rayner en el papel principal de Simon Templar, un personaje creado por Leslie Charteris. Esta película marcó la última aparición en pantalla de Sir Roger Moore y se le dedicó en su memoria, ya que falleció dos meses antes del estreno. Moore había interpretado previamente a Templar en una popular serie de televisión de la década de 1960 con el mismo título. Filmada originalmente en 2013 como un piloto de televisión para una serie propuesta, la película no estaba destinada a ser lanzada cuando la serie no se materializó. Sin embargo, en 2017 se decidió lanzarla directamente en formato de video como un homenaje a Moore después de su fallecimiento. También cuenta con la participación de Ian Ogilvy, quien había interpretado a Templar en otra serie de televisión de la década de 1970 titulada "Return of the Saint".

## Trama
Simon Templar interviene cuando un grupo de terroristas intenta intercambiar oro por bombas para el ejército ruso. En un hábil movimiento, logra neutralizar a ambas partes y toma la mayor parte del oro antes de escapar, dejando su característica tarjeta de presentación como "El Santo". Mientras tanto, el agente Cooper del FBI ha estado vigilando de cerca la situación desde las sombras.
El presidente de Nigeria, Ezekiel Ibaka, logra asegurar una ayuda privada de 2500 millones de dólares para su país. Sin embargo, la situación se complica cuando un hombre misterioso (interpretado por Ian Ogilvy) entra en escena. Este individuo da instrucciones a Arnie Valecross, un banquero privado con conexiones criminales, para que robe los fondos recién obtenidos. Como parte de su plan, le entrega un anillo a Valecross, alegando que es una reliquia que obtuvo de "alguien patético".
Templar transporta el oro obtenido del atraco en Moscú a un antiguo amigo en Bucarest. Allí, proporciona instrucciones para que los fondos sean distribuidos entre varias organizaciones de ayuda humanitaria.
En Los Ángeles, Valecross desvía los fondos hacia una de sus cuentas personales y busca protección del FBI. Sin embargo, su enigmático empleador toma medidas drásticas y envía a su cómplice, Rayt Marius, para secuestrar a la hija de Valecross, Zooey. Este misterioso individuo le da a Arnie un plazo de 48 horas para recuperar el dinero si quiere asegurar la seguridad de su hija.
En París, Francia, Templar se entera del robo en Nigeria y decide ofrecer su ayuda para recuperar los fondos. Tanto la amiga de Simon, Patricia Holm, como el FBI emplean sus propios métodos para identificar rápidamente al ladrón como Valecross y rastrear su paradero hasta el Grand Del Mar Resort en San Diego.
El agente especial John Henry Fernack, quien ha estado persiguiendo al Santo durante años, llega primero a la suite de Valecross e intenta interrogarlo sin éxito. Utilizando la habitación contigua, Templar se infiltra en la suite de Valecross, pero su presencia es descubierta. En medio de la situación, Valecross le pide a Templar que rescate a su hija. En paralelo, Marius utiliza un helicóptero para disparar a Templar a través de la ventana. Aunque Templar logra derribar el helicóptero, Valecross queda gravemente herido. En sus últimos momentos de vida, Valecross le revela a Templar: "Los números de cuenta están en tu anillo, la llave está en el nómada".
Simon y Patricia reclutan a Doyle Cosentino para idear un nuevo plan después de la muerte de Valecross. Se revela que Simon conoció a Patricia en Irak mientras escapaba de los rusos. Los tres se embarcan en la búsqueda del "nómada" en la residencia de Valecross. La señora Valecross reconoce de inmediato a Templar. Tomando una decisión estratégica, deciden contactar a Marius, quien tiene una conexión pasada con Patricia.
Fernack recibe apoyo del Departamento de Policía de Los Ángeles en forma del Detective Garces (interpretado por Greg Grunberg). Casi logran atrapar a Simon, Patricia y Doyle cuando abandonan la residencia de Valecross. Al notar que están siendo perseguidos, el trío toma medidas para escapar. Fernack logra alcanzar a Templar en un funicular en una concurrida zona comercial. A pesar del enfrentamiento, Simon logra dominarlo y esposarlo, escapando al saltar a un automóvil que se dirige en la dirección opuesta.
Después, Simon, Patricia y Doyle buscan la ayuda de Sonali Alves, una ex falsificadora, en su estudio de lucha clandestino y lugar de peleas de MMA. Ellos buscan su ayuda para ingresar a las instalaciones de almacenamiento de datos de Valecross. Sonali accede a ayudar, pero pone como condición que Simon luche en el ring con un oponente mientras está esposado. Si Simon gana, ella les proporcionará el equipo necesario para el atraco. Durante la pelea, las esposas de Simon se rompen y él derrota fácilmente a su oponente.
Una vez dentro de las instalaciones de almacenamiento, Patricia logra neutralizar a los guardias. Ella dirige a Simon a medida que avanza a través de la seguridad, superando dos puertas resistentes y desactivando un suelo sensible a la presión. Usando un guante que replica las huellas dactilares de un empleado del edificio, Simon accede a la sala de servidores de la computadora y comienza a buscar los datos de la cuenta. Fernack llega demasiado tarde y Simon logra escapar con los datos, dejando a Fernack atrapado en la sala de servidores. Mientras tanto, en el exterior, Simon descubre que Garcés ha sido herido de bala y que Marius ha capturado a Patricia. La situación se vuelve cada vez más tensa.
Fernack y Simon unen fuerzas para llevar a cabo un rescate y liberar a Patricia y Zooey. Superando a los guardias armados en el barco, intentan intercambiar los fondos robados por la liberación de los rehenes de Marius. Durante el enfrentamiento, Marius revela que Patricia es su exesposa y que trabaja para el hombre que asesinó a los padres de Simon. A pesar de los intentos de Fernack por liberar a Zooey, su madrastra, quien está colaborando con Marius, lo impide. La situación toma un giro cuando Simon dispara a Marius mientras intenta usar a Zooey como escudo. Patricia logra derribarlo al suelo. A pesar de la victoria, Marius se niega a identificar a su empleador, dejando a todos con preguntas sin respuesta.
Zooey devuelve el dinero al presidente Ibaka. Por su parte, Templar logra evadir a Fernack y sigue su camino.
El hombre misterioso busca ayuda de un socio (interpretado por Roger Moore), pero este se niega, sabiendo que será castigado por sus superiores debido a su fracaso. Simon sigue al hombre misterioso y lo reconoce como el asesino de sus padres debido a un tatuaje único en su brazo. Templar identifica a este hombre como Xander, quien fue contratado por el padre de Simon para entrenarlo en combate cuando era joven. Xander le advierte que su historia no termina con él, insinuando que otros también estuvieron involucrados. A pesar del deseo de venganza, Templar no mata a Xander y permite que el agente Cooper lo arreste por cargos de terrorismo. Simon desaparece del lugar, pero no sin recordar que su cuenta pendiente con Xander aún no ha llegado a su fin.

## Elenco
- Adam Rayner como Simon Templar
- Eliza Dushku como Patricia Holm
- Sir Roger Moore como Jasper
- James Remar como Arnold Valecross
- Ian Ogilvy como The Fixer/older Xander
- Adam Woodward como Xander
- Enrique Murciano como Inspector John Henry Fernack
- Kyle Horne como Agent Cooper
- Sammi Hanratty como Zooey Valecross
- Greg Grunberg como Detective Garces
- Thomas Kretschmann como Rayt Marius
- Yani Gellman como Doyle Cosentino
- Kristy Mitchell como Mrs. Templar
- Beatrice Rosen como Katherine Valecross
- Melissa Bolona como Hotel Guest
- Jason Brooks como Captain Miller
- Christopher Villiers como Arthur Templar
- Louis Hynes como Young Simon Templar
- Femi Elufowoju Jr. como Ezekiel Ibaka
- Alec Secareanu como Bashir
- Richard Ashton como Vadim / Gerry
- Andrew Pleavin como Andrei
- Sonalii Castillo como Sonali Alves

## Producción
En diciembre de 2012 se anunció la realización de una nueva adaptación televisiva de "The Saint"; Roger Moore fue designado para producir una nueva serie en la que Adam Rayner interpretaría a Simon Templar y Eliza Dushku asumiría el papel de su asistente Patricia Holm. Posteriormente, se reveló en una promoción que Moore también actuaría en la nueva serie, al igual que su sucesor en "Return of the Saint", Ian Ogilvy. La producción del episodio piloto se completó a principios de 2013. A partir del verano de 2014, se esperaba una fecha de emisión en los Estados Unidos. Sin embargo, se realizaron modificaciones adicionales en noviembre de 2015, incluyendo el rodaje de escenas finales y la adición de un prólogo. Como resultado de estos cambios, el episodio piloto fue reconfigurado en una película para televisión titulada "The Saint". Esta película fue lanzada en línea el 12 de julio de 2017, dos meses después del fallecimiento de Moore.
El piloto se inspiró en el personaje creado por Leslie Charteris en 1928. Aunque la trama de la película no guarda relación con ninguna de las historias originales de Charteris, presenta a un villano llamado Rayt Marius, que era un personaje recurrente en las primeras novelas de "The Saint" y desempeñaba un papel central como antagonista en la novela de 1930 titulada "The Last Hero (El último héroe)".
A pesar de que el personaje de Patricia Holm tuvo una presencia constante en las novelas de "The Saint" desde la década de 1920 hasta principios de la década de 1940, esta película fue solo la segunda producción en la que apareció, siendo la primera la película de 1943 "The Saint Meets the Tiger".
El personaje del inspector John Henry Fernack también tuvo un papel prominente y recurrente en las historias literarias.
Mientras que el piloto original fue dirigido por Simon West, el material adicional para expandirlo fue dirigido por Ernie Barbarash. Debido a las limitadas ventanas de disponibilidad de los actores principales, Adam Rayner y Eliza Dushku, quienes estaban ocupados en sus respectivos proyectos, se tomaron medidas para incorporar las nuevas escenas. En estas adiciones, Rayner presenta una barba similar a la que tenía en su serie Tyrant, y las interacciones entre Templar y Holm se realizan a través de llamadas de Skype, lo que permitió que los actores no necesitaran estar disponibles el mismo día. En este material adicional, el personaje del inspector Fernack no aparece junto al nuevo aspecto barbudo de Templar; su papel es reemplazado en parte por el personaje del agente del FBI Cooper, interpretado por Kyle Horne. El papel de Ian Ogilvy, por otro lado, fue expandido considerablemente con la incorporación de nuevos flashbacks para establecer su trasfondo, y Roger Moore grabó nuevos diálogos para sustituir líneas que ya no encajaban en la trama reelaborada.